# Stefan Jović
Pour les articles homonymes, voir Jović (homonymie).
Stefan Jović (cyrillique serbe : Стефан Јовић), né le 3 novembre 1990 à Niš, en République socialiste de Serbie, est un joueur serbe de basket-ball. Il évolue au poste d'arrière.

## Biographie
En novembre 2015, Jović réalise 19 passes décisives et bat le record du nombre de passes décisives dans une rencontre d'Euroligue, détenu par Marcus Williams.
En juillet 2019, Jović s'engage avec le BC Khimki Moscou pour deux saisons.
En janvier 2022, Jović rejoint, jusqu'à la fin de la saison, le Panathinaïkos Athènes.

## Palmarès
- Finaliste à la Coupe du monde 2023
- Champion d'Allemagne 2018 et 2019 avec le Bayern Munich
- Médaille d'argent aux Jeux olympiques de 2016.
- Médaille d'argent à la coupe du monde 2014 en Espagne.
- Finaliste des Jeux méditerranéens de 2013
- 3e de l'Universiade d'été de 2013